# 엠레 모르
엠레 모르(Emre Mor, 1997년 7월 24일 ~ )는 에위프스포르에서 윙어로 활약하고 있는 터키의 축구 선수이다.
2015년 FC 노르셸란에서 첫 프로 데뷔전을 치렀고, 2016년 6월 7일 도르트문트와 5년 계약을 하였다.
2017년 8월 29일 셀타 비고와 5년 계약을 하며 이적 하였다.
그는 어린 나이에도 불구하고 UEFA 유로 2016 최종 명단에 발탁되었으며, 이는 이 대회에서 마커스 래쉬포드, 헤나투 산체스 다음으로 어린 선수로 기록되어 있다.